# 桑達斯基 (紐約州)
桑達斯基（英語：Sandusky）是位於美國紐約州卡特羅格斯縣的非建制地區。

## 歷史
桑達斯基的郵局於1830年設立，其後於1996年停運。

## 地理
桑達斯基所處的海拔為高於海平面497米（即1631英呎），而該地所採用的時區為UTC-5，即北美东部时区（EST）。同時該地設有夏令時間，為UTC-5調快一小時，即UTC-4（EDT）。